# 武田裁縫高等学校
武田裁縫高等学校（たけださいほうこうとうがっこう）とは、東京都新宿区柏木3丁目にあった私立女子全日制高等学校。

## 概要および沿革
- 1909年-竹田太郎吉により、淀橋区柏木125において開校された武田高等裁縫女学校を源流とされている[注 1]。
- 1949年-新制高等学校となる[注 4]。ちなみにこの年度の在籍者数は女子52と確認できる[1]。
- 廃校年不詳-但し、1954年度には廃止されていたようである[注 2]。

## 設置学科
- 家庭科[1]

## 所在地
- 東京都新宿区柏木3丁目[1][注 3]